# Mimeusemia hainana
Mimeusemia hainana är en fjärilsart som beskrevs av Jordan 1908. Mimeusemia hainana ingår i släktet Mimeusemia och familjen nattflyn. Inga underarter finns listade i Catalogue of Life.